# 8080 Інтел
8080 Інтел (8080 Intel) — астероїд головного поясу, відкритий 17 листопада 1987 року.
Тіссеранів параметр щодо Юпітера — 3,221.